# Tarwe
Tarwe (Triticum) is een geslacht van granen waar de mensheid zich mee voedt, naast rijst en maïs. In Nederland werd in 2005 116.000 ha wintertarwe en ruim 20.600 ha zomertarwe geteeld. Triticum is een zelfbestuiver.
Bij bilaterale afspraak (Nederland en België) slaat de nederlandstalige naam "tarwe" in de eerste plaats, en gewoonlijk, op Triticum aestivum, maar mag ook gebruikt worden voor het geslacht.

## Oorsprong
Tarwe is een van de oudste gedomesticeerde planten. De domesticatie vond waarschijnlijk ongeveer 10.000 jaar geleden plaats in het Midden-Oosten en Afrika van Syrië tot Kasjmir en naar het zuiden tot in Ethiopië.

### Tarwe en spelt
Gewone tarwe of broodtarwe (Triticum aestivum) is door hybridisatie en ploïdie- of genoommutaties ontstaan uit verschillende voorouders. Tarwe is taxonomisch gezien hexaploïde met 42 chromosomen (2n = 6x = 42); dat wil zeggen dat tarwe genetisch gezien diploïde (2n) is, en dat x = 7 het grondgetal is van de chromosomen binnen de verwantschapsgroep. De ontwikkeling is waarschijnlijk als volgt gegaan:
- Het diploïde eenkoren (2n = 14) heeft zich, dan wel is, gekruist met een diploïde wilde grassoort (2n = 14), wat een steriele hybride heeft opgeleverd. Bij deze hybride is chromosomenverdubbeling opgetreden (zodat er per definitie homologe chromosomenparen ontstaan) en het resultaat is dus fylogenetisch gezien tetraploïde met 28 chromosomen (2n = 4x = 28), waardoor de genetisch diploïde vorm niet steriel is.[1]
- Van deze door hybridisatie en chromosomenverdubbeling ontstane soort stammen de emmertarwe en de harde tarwe, macaronitarwe of durumtarwe Triticum durum af.
- De emmertarwe heeft zich, dan wel is, gekruist met de diploïde Aegilops tauschii (synoniem: Aegilops squarrosa) met 2n = 14, wat weer een steriele hybride heeft opgeleverd.
- Ook na deze hybridisatie is weer chromosomenverdubbeling opgetreden, waardoor er weer fertiel nageslacht ontstaat. Dit zijn dus uiteindelijk de (fylogenetisch gezien) hexaploïde tarwes tarwe en spelt.

### Genetische achtergrond
- Het genoom van eenkoren wordt weergegeven met A en planten hebben AA.
- Het genoom van de wilde diploïde grassoort wordt weergegeven met B en planten hebben BB.
- Het genoom van de diploïde Aegilops squarrosa wordt weergegeven met D en planten hebben DD.
- Het genoom van durumtarwe wordt weergegeven met AB en planten hebben AABB.
- Het genoom van tarwe wordt weergegeven met ABD en planten hebben AABBDD.

### Veredeling
De wilde en primitieve tarwesoorten hebben een brosse aarspil, waardoor de korrels gemakkelijk kunnen loslaten. Ook zijn de korrels stevig omsloten door de kafjes en zitten er weinig korrels op een aar. Deze voor de mens ongewenste eigenschappen zijn door de eeuwen heen weggeselecteerd.
Eenkoren en emmertarwe werden 4000 jaar v.Chr. veel verbouwd in Noord-Afrika en het Middellandse Zeegebied. Waarschijnlijk kwam eenkoren veel voor als een ongewenste vermenging met emmertarwe. Na 300 v.Chr. werd durumtarwe met naakte korrels meer en meer verbouwd en na enkele eeuwen had deze soort de emmertarwe verdrongen. Tarwe kwam in 200 v.Chr. voor het eerst voor in het Middellandse Zeegebied. Tegelijkertijd werd ten noorden van de alpen emmertarwe verdrongen door spelt. In de Middeleeuwen werd zowel tarwe en spelt in Europa veel verbouwd. Uiteindelijk is spelt bijna geheel verdrongen door de tarwe.
Door kruising en selectie zijn er van tarwe duizenden rassen gekweekt met verschillende eigenschappen en een steeds hogere opbrengst per hectare. Meel van tarwe is afhankelijk van het ras geschikt voor het maken van brood, biscuit en gebak. Pasta's worden meestal van durumtarwe gemaakt.

## Rassen
Tarwerassen worden ingedeeld naar groeiseizoen (wintertarwe, zomertarwe en overgangstarwe). Verder maakt men bij broodtarwe onderscheid op basis van
- de structuur van het endosperm: zachte of harde (niet te verwarren met durumtarwe) en
- de kleur van de korrel: rood of wit.

Ook wordt broodtarwe vaak ingedeeld op basis van de kwaliteit, die grotendeels bepaald wordt door het gehalte en de kwaliteit van het eiwit of gluten en in mindere mate door de hardheid van de korrel.
In Nederland worden tarwerassen gekwalificeerd als:
- betere baktarwe,
- baktarwe,
- vultarwe,
- biscuittarwe of
- voertarwe.

## Belangrijkste soorten

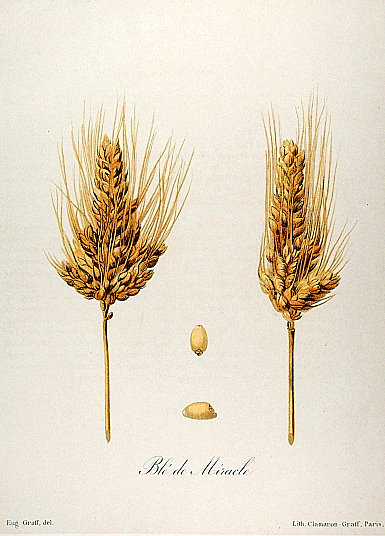
Triticum turgidum

| Wetenschappelijke naam | Nederlandse naam | Opmerking |
| ---------------------- | ---------------- | --- |
| Triticum aestivum      | tarwe            | Een hexaploïde soort die wereldwijd het meest verbouwd wordt.                                                                       |
| Triticum aethiopicum   |                  | |
| Triticum araraticum    |                  | |
| Triticum boeoticum     |                  | |
| Triticum carthlicum    |                  | |
| Triticum compactum     | dwergtarwe       | |
| Triticum dicoccum      | emmertarwe       | Een tetraploïde soort, met wilde emmer en gecultiveerde varianten. In het verre verleden verbouwd maar nog maar weinig verbreid.    |
| Triticum dicoccum      | tweekoren        | Een tetraploïde soort, met wilde emmer en gecultiveerde varianten. In het verre verleden verbouwd maar nog maar weinig verbreid.    |
| Triticum durum         | durumtarwe       | De enige tetraploïde soort die nog veel wordt verbouwd                                                                              |
| Triticum durum         | harde tarwe      | De enige tetraploïde soort die nog veel wordt verbouwd                                                                              |
| Triticum ispahanicum   |                  | |
| Triticum karamyschevii |                  | |
| Triticum militinae     |                  | |
| Triticum monococcum    | eenkoren         | Een diploïde soort met wilde en gecultiveerde varianten. Een van de vroegst gecultiveerde soorten maar tegenwoordig zelden gebruikt |
| Triticum polonicum     | Poolse tarwe     | Een tetraploïde soort, oorspronkelijk uit het midden-oosten                                                                         |
| Triticum spelta        | spelt            | een hexaploïde soort die in kleine hoeveelheden wordt verbouwd                                                                      |
| Triticum timopheevii   |                  | |
| Triticum trunciale     |                  | |
| Triticum turanicum     |                  | |
| Triticum turgidum      |                  | |
| Triticum urartu        |                  | |
| Triticum vavilovii     |                  | |
| Triticum zhukovskyi    |                  | |

## Productie en consumptie
| Topproducenten van tarwe 2018 | Topproducenten van tarwe 2018 |
| Land                          | Productie (ton)               |
| ----------------------------- | ----------------------------- |
| China                         | 131.440.500                   |
| India                         | 99.700.000                    |
| Rusland                       | 72.136.149                    |
| Verenigde Staten              | 51.286.540                    |
| Frankrijk                     | 35.798.234                    |
| Canada                        | 31.769.200                    |
| Pakistan                      | 25.076.149                    |
| Oekraïne                      | 24.652.840                    |
| Australië                     | 20.941.134                    |
| Duitsland                     | 20.263.500                    |
| Turkije                       | 20.000.000                    |
| Argentinië                    | 18.518.045                    |

In 2008 werd er op de wereld 690 miljoen ton tarwe verbouwd en de grootste tarweverbouwende naties waren:
1. China: 112 miljoen ton
2. India: 79 miljoen ton
3. Verenigde Staten: 68 miljoen ton
4. Rusland: 64 miljoen ton
5. Frankrijk: 39 miljoen ton
6. Canada: 29 miljoen ton
7. Duitsland: 26 miljoen ton
8. Oekraïne: 26 miljoen ton
9. Australië: 21 miljoen ton
10. Pakistan: 21 miljoen ton

De wereldconsumptie lag in 1997 per hoofd van de bevolking op 101 kg, waarbij Denemarken aan kop lag met 623 kg per hoofd van de bevolking, omdat tarwe veel als voer voor varkens wordt gebruikt en de Denen veel varkens mesten.
In 2018 bedroeg de wereldproductie 731 miljoen ton en de consumptie 736 miljoen ton. In de vijf jaren daarvoor was er een gemiddeld jaarlijks productie-overschot
van 22 miljoen ton.
De prijs van een ton maaltarwe te Antwerpen schommelde in 2018 tussen 165 en 226 euro.

## Ziekten en plagen

### Schimmels
Tarwe is gevoelig voor verschillende schimmelziekten. De belangrijkste zijn gele roest, bruine roest, voetziekten en afrijpingsziekten, die in sommige jaren grote schade kunnen geven. Afrijpingsziekten kunnen ook een te hoog DON-gehalte (Deoxynivalenol-gehalte) in de korrel geven, waardoor ze dan ongeschikt zijn voor consumptie. Kiemplantenziekten, steenbrand en stuifbrand kunnen door ontsmetting van het zaaizaad worden voorkomen.
- Voet- en stengelziekten
  - Oogvlekkenziekte (Pseudocercosporella herpotrichoides)
  - Fusarium (Fusarium culmorum)
  - Tarwehalmdoder (Gaeumannomyces graminis var. tritici en var. avenae)
  - Scherpe oogvlekkenziekte (Rhizoctonia cerealis)
- Bladziekten
  - Gele roest (Puccinia striiformis)
  - Bruine roest (Puccinia recondita f. tritici)
  - Zwarte roest (Puccinia graminis f. tritici); komt in Nederland weinig voor.
  - Bladvlekkenziekte (Septoria tritici en Septoria nodorum)
  - Meeldauw (Erysiphe graminis f. tritici)
- Aarziekten
  - Kafjesbruin (Septoria nodorum)
  - Rode kafschimmel (Fusarium spp.)
  - Sneeuwschimmel (Gerlachia nivalis, synoniem: Fusarium nivale)
  - Zwart (Dematiaceae)
- Overgaand met zaad
  - Steenbrand (Tilletia caries)
  - Stuifbrand (Ustilago nuda f. tritici, synoniem: Ustilago tritici)